# Lambdina canitiaria
Lambdina canitiaria är en fjärilsart som beskrevs av Rupert 1944. Lambdina canitiaria ingår i släktet Lambdina och familjen mätare. Inga underarter finns listade i Catalogue of Life.